# Junge Welt
Junge Welt és un diari alemany publicat a Berlín. Es descriu com un diari d'esquerres i marxista. Les autoritats alemanyes el classifiquen com un mitjà d'extrema esquerra hostil a l'ordre constitucional.

## Història
Junge Welt es va publicar per primera vegada el 12 de febrer de 1947 a la zona d'ocupació soviètica de Berlín. El diari es va convertir en el diari oficial de la Joventut Lliure Alemanya, l'organització juvenil comunista de la República Democràtica Alemanya, el 12 de novembre de 1947. Amb una circulació diària d'1'38 milions d'exemplars, Junge Welt hi va tenir una difusió fins i tot superior a l'òrgan oficial del Partit Socialista Unificat d'Alemanya, Neues Deutschland.
El diari es va vendre per un preu simbòlic d'1 marc a una editorial de Berlín Occidental el 1991, i va ser rellançat el 1994 després de la reunificació alemanya. El nou equip editorial incloïa autors alemanys orientals i occidentals de diferents faccions d'esquerra. El 1997, una divisió entre aquests dos camps va portar a la fundació final del setmanari Jungle World, que des de llavors va denunciar enèrgicament les opinions suposadament antisionistes defensades pels seus antics col·legues.
La cooperativa LPG junge Welt e.G. és ara l'editora del diari. Va tenir una tirada estimada d'entre 25.600 i 27.900 el 2017.